# Яценки
Яценки (укр. Яценки) — село,
Пащенковский сельский совет,
Решетиловский район,
Полтавская область,
Украина.
Код КОАТУУ — 5324283107. Население по переписи 2001 года составляло 116 человек.

## Географическое положение
Село Яценки находится на расстоянии в 0,5 км от села Гольмановка и в 1,5 км от сёл Пащенки и Паськовка.